# Patrick Bonin
Pour les articles homonymes, voir Bonin.
Patrick Bonin est un homme politique canadien du Québec. Il est député fédéral bloquiste de la circonscription québécoise de Repentigny depuis 2025. Bonin est un activiste en environnement.